# Color Line
Color Line er et norsk færgerederi og en af de største af slagsen i Skandinavien, som opererer på ruter til og fra Norge. Virksomheden er også en af de førende færgeoperatører i Europa. Color Line tilbyder transport for mennesker og gods, hotelophold, shopping, restauranter og underholdning. Virksomheden beskæftiger i øjeblikket 3500 arbejdspladser i fire lande.
Color Lines hovedkontor ligger i Oslo, men virksomheden har også kontorer i Bergen, Stavanger, Kristiansand, Sandefjord, Larvik og internationale kontorer i Kiel, Hirtshals og Strömstad.

## Historie
Color Lines rødder indenfor færgedriften går mere end 100 år tilbage. Virksomheden blev etableret i 1990, da de to gamle norske rederier, Jahre Line og Norway Line fusionerede. Jahre Line havde drevet færgerne mellem Oslo og Kiel siden 1961, mens Norway Line havde drevet færger fra Norge til England og Holland siden 1986. Senere i 1990 overtog Color Line rederiet Fred og senere igen Olsen Lines cruisefærge operationer, som derved udvidede virksomhedens trafik yderligere i det nye selskab til også at omfatte ruterne mellem Danmark og Norge. I løbet af første halvdel af 1990'erne erstattede Color Line deres eksisterende skibe ved at erhverve større brugte skibe fra andre rederier. Virksomheden startede hurtigfærgerruter imellem Norge og Danmark i løbet af sommeren 1996. Indtil 1997 skete hurtigfærgedriften i samarbejde med rederiet SeaContainers. I oktober samme år overtog Color Line driften af Larvik Line, deres største konkurrent på Danmark-Norge ruterne. I september 1998 erhvervede Color Line både Color Hotel Skagen og Scandi Line, der drev to færger på de korte ruter mellem Norge og Sverige. I slutningen af 1998 blev Color Lines færgedrift og operationer mellem Norge og Storbritannien solgt til Fjord Line. I sommersæsonen 1999 blev de tidligere Scandi Line skibe ombygget og malet om, så de kunne indarbejdes i Color Line-flåden i 2001. I starten af dette årtusinde begyndte Color line desuden at investere i større færger f.eks MS Color Fantasy, MS Color Magic, MS Superspeed 1 og MS Superspeed 2, som erstattede en stor del af de tidligere mindre og ældre skibe i flåden. Dette skete fra 2004 til 2008. I april 2008 offentliggjorde selskabet, at det ville lukke ruten imellem Oslo og Hirtshals fra den 6. maj 2008.

## Ruter
Nuværrende ruter
|   | Til og fra | Land    | Til og fra   | Land     | Skib                               |
| - | ---------- | ------- | ------------ | -------- | ---------------------------------- |
| 1 | Oslo       | Norge   | Kiel         | Tyskland | MS Color Fantasy og MS Color Magic |
| 2 | Hirtshals  | Danmark | Larvik       | Norge    | MS Superspeed 2                    |
| 3 | Hirtshals  | Danmark | Kristiansand | Norge    | MS Superspeed 1                    |
| 4 | Sandefjord | Norge   | Strömstad    | Sverige  | MS Color Hybrid                    |

Nedlagte ruter
- Bergen - Stavanger - Newcastle (UK), ruten blev solgt til Fjordline i 1998.
- Langesund - Frederikshavn, blev nedlagt i år 1996 (ruten eksisterede kun et enkelt år i samarbejde med Seacat)
- Larvik - Frederikshavn, ruten blev omlagt til Hirtshals i 2006, kort før introducering af Superspeed-færgerne.
- Bergen - Stavanger - Hirtshals, ruten blev nedlagt i år 2007.
- Oslo - Hirtshals/Frederikshavn, ruten blev nedlagt i år 2008.

## Color Lines færger
- MS Color Magic
Oslo-Kiel
- MS Color Fantasy
Oslo-Kiel
- MS Superspeed 1
Hirtshals-Kristiansand
- MS Superspeed 2
Hirtshals-Larvik

- MS Color Hybrid
Sandefjord-Strömstad

Nuværrende skibe
Navn, byggeår.
- Color Magic, 2007-.
- Color Fantasy, 2004-.
- Superspeed 1, 2008-.
- Superspeed 2, 2008-.
- Color Hybrid, 2019-

Tidligere skibe
Navn, år i service for Color Line.
- Prinsesse Ragnhild, 1991–2008.
- Kronprins Harald, 1991–2007.
- Jupiter, 1991–1999.
- Skagen, 1991–2005.
- Venus, 1991–1994.
- Christian IV, 1991–2008.
- Color Viking, (1) 1994–1998.
- Color Festival, 1994–2008
- SeaCat Danmark, 1996.
- SeaCat Norge, 1996.
- Octagon 3, 1996–1997.
- Peter Wessel, 1996–2008.
- Silvia Ana L, 1997–2007.
- Pegasus Two, 1997–1998.
- Feederman, 1998.
- Color Trader, 1998.
- Sandefjord, 1999–2000.
- Landi, 1999.
- European Mariner, 2002.
- Gute, 2003.
- Calibur, 2003.
- Color Traveller, 2004–2006.
- Bohus, 1999-2019.
- Color Viking, 2000-2022.